# Shorea acuminata
Shorea acuminata är en tvåhjärtbladig växtart som beskrevs av William Turner Thiselton Dyer. Shorea acuminata ingår i släktet Shorea och familjen Dipterocarpaceae. Inga underarter finns listade i Catalogue of Life.